# تباره الحمرا
تباره الحمرا (به عربی: تبارة الحمراء) یک روستا در سوریه است که در ناحیه عقیربات واقع شده‌است. تباره الحمرا ۲۵۶ نفر جمعیت دارد.